# Dahlia Salem
Dahlia Salem (Nova York, 21 de novembro de 1971) é uma atriz estadunidense.  Ela interpretou Sofia Carlino em um Another World e Claire Walsh em General Hospital.
Depois de se matricular na Universidade de Boston, Salem começou a explorar o seu interesse em atuar, realizando em várias produções da faculdade, incluindo Otelo e Biloxi Blues e ganhou uma nomeação para o Irene Ryan Award por sua interpretação de Helena em RUR.  Depois de ganhar seu bacharelado, Salem foi aceita para o Círculo do programa Conservatory Theater Square em Nova York, onde estudou por dois anos. Ao completar o programa Conservatório, Salem assinou com um agente e conseguiu o papel da atrevida e apaixonado Sofia Carlino na série dramática da NBC Another World.

## Filmografia
- Another World (1995–1998) .... Sofia Carlino
- Now and Again (2 Episódios, "Fire and Ice" e "Disco Inferno", 2000) .... Woman / Miss Avalona
- Third Watch (1 Episódio, "Journey to the Himalayas", 2000) .... Sheila
- Return to Cabin by the Lake (2001) (Filme de TV) .... Alison Gaddis
- New Port South (2001) .... Kameron
- The Agency (1 Episódio, "The Enemy Within", 2002) ....
- Sex, Politics & Cocktails (2002) (Assistente de diretor) (Não creditada)
- Alaska (2003) (TV) .... Allison Harper
- CSI: Crime Scene Investigation (1 Episódio, "Crash and Burn", 2003) .... Elaine Alcott
- Threat Matrix (1 Episódio, "Veteran's Day", 2003) .... DEA Agent Maria Cruz
- Peacemakers (1 Episódio, "A Town Without Pity", 2003) .... Sabrina Hamilton
- JAG (1 Episódio, "The Boast", 2003) .... Ginny Serrano
- Eyes (1 Episódio, "Shots", 2005) .... Elisa Cruz
- The King of Queens (1 Episódio, "Sandwiched Out", 2005) .... Waitress
- House MD (1 Episódio, "Sleeping Dogs Lie", 2006) .... Max
- CSI: Miami (1 Episódio, "One of Our Own", 2006) .... FBI Agent Heather Landrey
- ER (7 Episódios, 2005–2006) .... Dr. Jessica Albright
- Criminal Minds (1 Episódio, "Aftermath", 2006) .... Maggie Callahan
- Her Sister's Keeper (2006) (TV) .... Kate Brennan
- Justice (2 Episódios, "Shotgun" e "Christmas Party", 2006) .... DA then DDA Susan Hale
- The Nines (2007) .... Ela Mesma
- Army Wives (1 episode, "Nobody's Perfect", 2007) .... Belinda Greer
- Paul Blart: Mall Cop (2009) .... Mother
- Medium (1 Episódio, "All in the Family", 2009) .... Harmony Fletcher
- Love Finds a Home (2009) (TV) .... Mabel Mcqueen
- Castle (1 episode, "The Fifth Bullet", 2009) .... Tory Westchester
- The Forgotten (1 Episódio, "Patient John", 2010) .... Dr. Mallory Messenger
- General Hospital (96 Episódios, 2010) .... Claire Walsh
- Cut! (2012) ... Chloe Joe